# Claude François (pittore)
Claude François noto anche come Frère Luc (Amiens, 1614 – Parigi, 17 maggio 1685) è stato un pittore francese, monaco francescano.

## Biografia
È conosciuto come Frère Luc (in italiano Fratello Luca), nome adottato quando si fece frate francescano nell'ordine dei Frati minori recolletti. Ha dipinto il ritratto di Bonaventura da Bagnoregio, il biografo di San Francesco d'Assisi.
Si perfezionò a Parigi, nella bottega di Simon Vouet. Prese i voti nel 1644 e visse nel convento dei frati recolletti di Châlons-en-Champagne (Marne) e di Lesneven. Nel 1670 si trasferì in Canada, a Québec, dove fece il ritratto dell'intendente Jean Talon e dipinse quadri a soggetto religioso. Contribuì, come architetto, alla ricostruzione del monastero dei recolletti di Québec.
Tornato in Francia, nel 1671, divenne assistente di Nicolas Poussin, per la decorazione di alcune sale del Louvre. Tra i suoi seguaci si distinsero Roger de Piles, Arnould de Vuez e Claude Simpol.